# Butler, Oklahoma
Butler är en ort i Custer County i delstaten Oklahoma, USA.